# Августа Баден-Баденська
Августа Баден-Баденська (нім. Auguste von Baden-Baden, фр. Auguste de Bade-Bade), повністю Августа Марія Йоганна Баден-Баденська (нім. Auguste Maria Johanna von Baden-Baden; 1704—1726) — німецька принцеса з дому Церінгенів, дочка Людвига Вільгельма, маркграфа Баден-Бадена; в шлюбі герцогиня Орлеанська.

## Біографія
Августа Марія Йоганна народилася в Ашаффенбурзі 10 листопада 1704 року в родині Людвига Вільгельма, маркграфа Баден-Бадена та принцеси Сибілли Саксен-Лавенбурзької. Після смерті батька в 1707 році мати стала регенткою неповнолітнього брата принцеси, принца Людвига Георга.
Її мати була великою покровителькою мистецтв, що зробило Баден-Баден центром барокової архітектурної культури. Сама принцеса спостерігала за будівництвом нової резиденції матері — палацу Фаворит у Раштаті.
13 липня 1724 року Августа Баденська стала дружиною Людовика де Бурбона (1703—1752), герцога Орлеанського. У її посаг було дано 80 000 ліврів. У Версалі вона була відома як Жанна де Бад. Разом зі свекрухою Франсуазою-Марі де Бурбон була однією з найважливіших дам при дворі юного короля Людовика XV.
Герцог та герцогиня Орлеанські жили у замку Сен-Клу. Вони також володіли апартаментами у Версальському палаці, де у 1725 році Августа Баденська народила першого з двох дітей.
Августа Марія Йоганна Баден-Баденська померла 8 серпня 1726 року у віці 22 років, через три дні після народження дочки у палаці Пале-Рояль, своїй резиденції у Парижі. Незважаючи на недовге сімейне життя, багато сучасників стверджували, що герцогське подружжя було однією з найщасливіших сімей при французькому дворі. Вони покохали одне одного з першого дня знайомства.

## Родина
Чоловік — Людовик де Бурбон (1703—1752), герцог Орлеанський.
Діти:
- Людовик Філліп Орлеанський (12.05.1725 — 18.11.1785), герцог Шартрський, герцог Орлеанський, одружився з принцесою Луїзою Генрієттою де Бурбон;
- Луїза Марія Орлеанська (05.08.1726 — 14.05.1728), мадемуазель д'Орлеан.